# Pątki
Pątki (prononciation : [ˈpɔntki]) est un village polonais de la gmina de Lubowidz dans le powiat de Żuromin de la voïvodie de Mazovie dans le centre-est de la Pologne. Sa population était de 69 habitants en 2021.
Il se situe à environ 3 kilomètres au nord-ouest de Lubowidz (siège de la gmina), 10 kilomètres au nord-ouest de Żuromin (siège du powiat) et à 130 kilomètres au nord-ouest de Varsovie (capitale de la Pologne).

## Histoire
De 1975 à 1998, le village faisait administrativement partie de la voïvodie de Ciechanów.